# Chun Kwantempel
Chun Kwantempel (IPA: [ tsɐn kʷɐn tɛmpəl ]) is een taoïstische tempel die gewijd is aan de god Chun Kwan. De tempel ligt op Tsing Yi in Hongkong. Chun Kwan was een burger die streed tegen de piraten tijdens de Zuidelijke Song-dynastie. De originele tempel werd honderd jaar geleden gebouwd aan het waterfront. Het is verplaatst naar de huidige plaats aan de rand van Tsing Yi Heung Sze Wui Road en Fung Shue Wo Road. Tijdens Chun Kwans verjaardag, op de 15e dag van de derde maand in de Chinese kalender, worden er vijf dagenlang Kantonese operavoorstellingen gehouden.